# Buster Bloodvessel

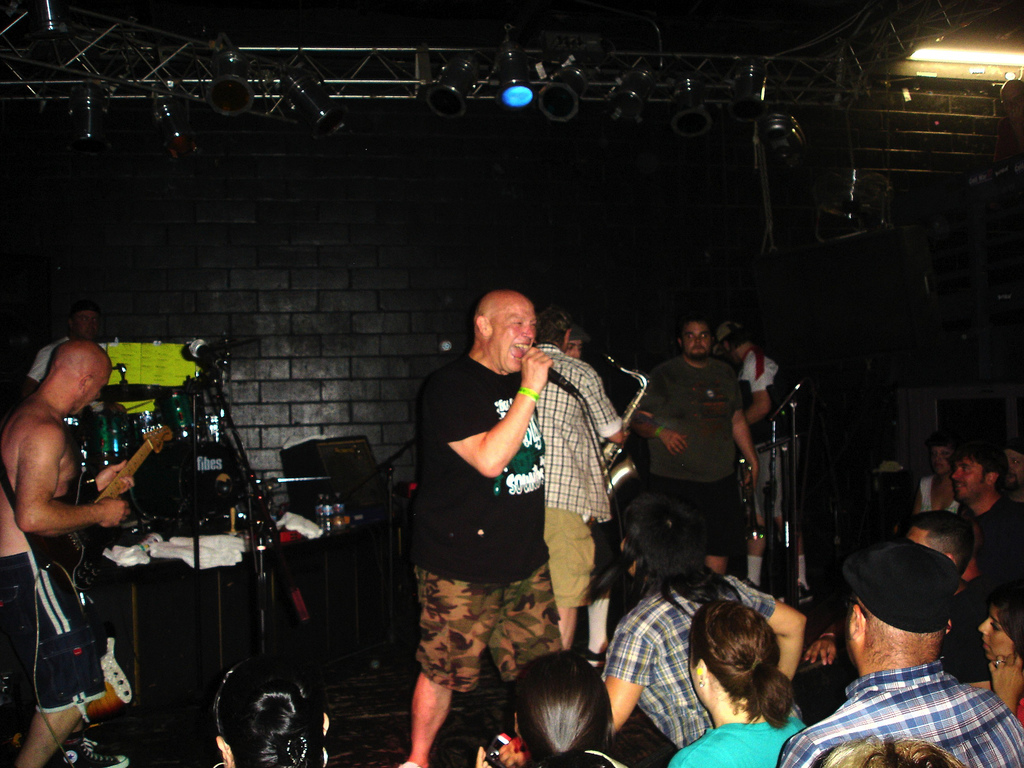
Buster Bloodvessel Juli 2007

Buster Bloodvessel (* 6. September 1958 in Hackney, London als Douglas Trendle) ist ein englischer Sänger der Band Bad Manners, der Ska mit komödiantischen Darbietungen verbindet.

## Leben
Früh interessierte er sich für Schauspielerei, entschied sich aber für die Musik und gründete mit Schulfreunden im Jahr 1976 in London die Bad Manners.
Der schwergewichtige Sänger Buster Bloodvessel betrieb nach 1983 das Hotel Fatty Towers in Ramsgate, England, speziell für übergewichtige Menschen. Das Hotel musste 1998 schließen. Er hatte ein Gewicht von 196,86 kg und stand seit September 2002 auf der Warteliste für eine Magenoperation, die ihm zur Gewichtsabnahme verhelfen sollte. Im Mai 2004 wurde er operiert. Er tritt mittlerweile wieder live auf und hat bereits 82,6 kg Körpergewicht verloren.
Buster Bloodvessel lebt heute auf einem Boot in West-London. Er ist geschieden und hat zwei Kinder.